# NGC 1007
NGC 1007 este o galaxie lenticulară situată în constelația Balena. A fost descoperită în 15 ianuarie 1865 de către Albert Marth.